# Chủng tộc Arya

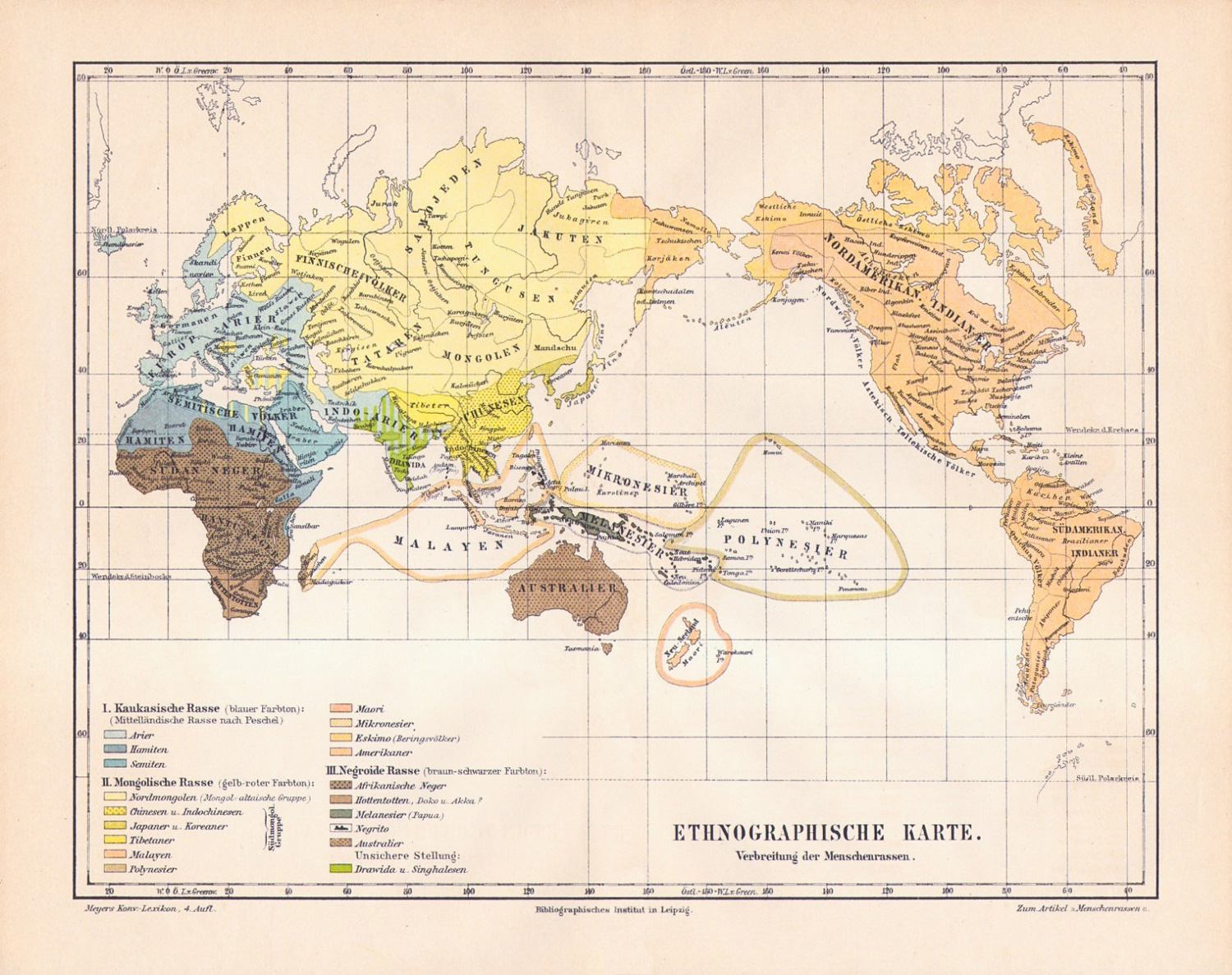
Ấn bản thứ 4 của Meyers Konversationslexikon (Leipzig, 1885, 1818) cho thấy phạm vi của chủng tộc da trắng (các tông màu xanh lục và lam) bao gồm người Arya, Semit và Hamit. Người Arya được chia nhỏ thành người Arya châu Âu và người Ấn-Arya (thuật ngữ Người Ấn-Arya đương thời dùng với nghĩa tương đương với khái niệm người Ấn-Iran ngày nay).

Chủng tộc Arya là một khái niệm chủng tộc lịch sử xuất hiện trong giai đoạn cuối thế kỷ 19 và giữa thế kỷ 20 để mô tả những người có gốc gác Ấn-Âu như là một nhóm chủng tộc.
Khái niệm này xuất phát từ quan niệm rằng những người nói các ngôn ngữ Ấn-Âu thuở ban đầu và hậu duệ của họ cho đến ngày nay tạo thành một chủng tộc hay tiểu chủng tộc của chủng tộc da trắng.

## Từ nguyên
Thuật ngữ Arya bắt nguồn và dùng để chỉ từ *arya (một từ trong ngôn ngữ Ấn-Iran nguyên thủy); đây là tộc danh mà người Ấn-Iran sử dụng. Trong tiếng Phạn, ta có từ ārya (Devanāgarī: आर्य), về nguồn gốc là một tên dân tộc tự gọi, và trong tiếng Phạn cổ điển còn có nghĩa "đáng vinh danh, đáng kính, cao quý". Từ cùng gốc ariya- tiếng Ba Tư cổ (chữ hình nêm tiếng Ba Tư cổ: 𐎠𐎼𐎡𐎹) là tiên thân của quốc danh Iran.
Thuật ngữ Ấn-Arya vẫn thường được sử dụng để chỉ nửa Ấn Độ của ngữ tộc Ấn-Iran, tức là nhóm ngôn ngữ bao gồm tiếng Phạn và các ngôn ngữ hiện đại như tiếng Hindi-Urdu, tiếng Bengal, tiếng Punjab, tiếng Gujarat, tiếng Digan, tiếng Kashmir, tiếng Sinhala, tiếng Marathi, vân vân.